# Palazzo Braunstein
Il Palazzo Braunstein è un monumento architettonico (classificato come monumento storico del patrimonio nazionale con il cod LMI IS-II-m-B-03837), costruito all'inizio del XX secolo, a Iași, in Romania. L'edificio ospita le "Gallerie Cupola", la sala espositiva dell'Unione degli artisti visivi.

## Storia
Il palazzo fu costruito sul sito di vecchi edifici di proprietà di Adolf Braunstein, un imprenditore ebreo che all'epoca possedeva diversi negozi nella zona. La cupola del palazzo fu inaugurata nel 1915. Nel corso del tempo, l'edificio ebbe varie funzioni, tra cui hotel, banca, quartier generale del partito. Durante il periodo comunista, l'edificio fu nazionalizzato, ospitando per un periodo la sede dei "Magazinul Victoria", mentre gli appartamenti al piano superiore vennero utilizzati come alloggi sociali. Dopo la caduta del comunismo nel 1989, alcune parti dell'edificio furono restituite, in seguito riscattate, e l'edificio divenne proprietà del municipio.
Attualmente, l'edificio è in una fase avanzata di degrado, con un grado di rischio sismico 0, alla ricerca di soluzioni per essere consolidato e ripristinato.